# Alchemilla woronowii
Alchemilla woronowii é uma espécie de rosácea do gênero Alchemilla, pertencente à família Rosaceae.